# 22028 Matthewdaniels
22028 Matthewdaniels è un asteroide della fascia principale interna. Scoperto nel 1999, presenta un'orbita caratterizzata da un semiasse maggiore pari a 2,297104 UA e da un'eccentricità di 0,179803, inclinata di 5,325097° rispetto all'eclittica. Ha un periodo di rotazione di 17,4444 ore.
Fa parte della famiglia di asteroidi Flora.